# 育神星
育神星（42 Isis）是第42颗被人类发现的小行星，于1856年5月23日发现。育神星的直径为100.2千米，质量为1.1×1018千克，公转周期为1393.737天。
育神星以埃及神話的女神伊西斯命名。